# Лез-Иль-Бардель
Лез-Иль-Барде́ль (фр. Les Isles-Bardel) — коммуна во Франции, находится в регионе Нижняя Нормандия. Департамент коммуны — Кальвадос. Входит в состав кантона Фалез-Север. Округ коммуны — Кан.
Код INSEE коммуны — 14343.

## Население
Население коммуны на 2010 год составляло 65 человек.
| 1962 | 1968 | 1975 | 1982 | 1990 | 1999 | 2010 |
| ---- | ---- | ---- | ---- | ---- | ---- | ---- |
| 120  | 101  | 80   | 64   | 42   | 58   | 65   |

## Экономика
В 2010 году среди 40 человек трудоспособного возраста (15—64 лет) 26 были экономически активными, 14 — неактивными (показатель активности — 65,0 %, в 1999 году было 64,3 %). Из 26 активных жителей работали 25 человек (13 мужчин и 12 женщин), безработной была 1 женщина. Среди 14 неактивных 2 человека были учениками или студентами, 9 — пенсионерами, 3 были неактивными по другим причинам.